# Jade Y. Chen

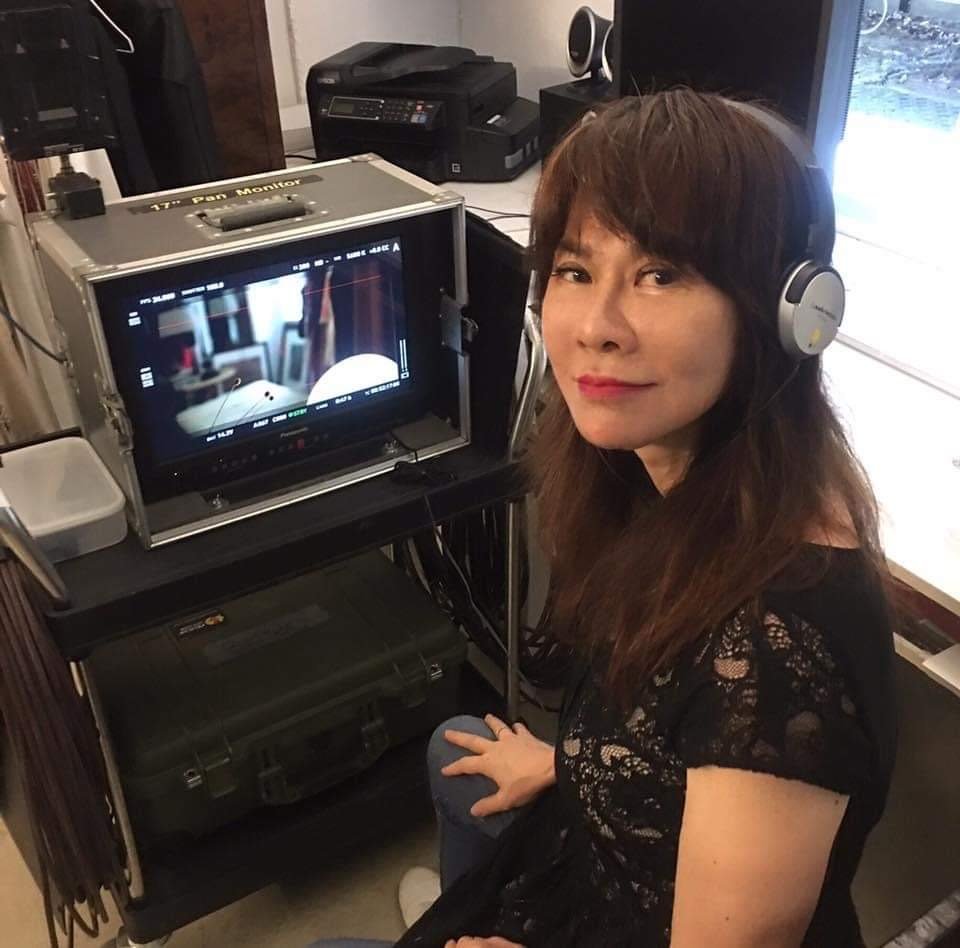
Jade Y. Chen, 2017

Jade Yuhui Chen (chinesisch 陈玉慧) (* 8. Juli 1957 in Taichung) ist eine taiwanische Journalistin und Schriftstellerin. 2008 wurde erstmals einer ihrer Romane, Die Insel der Göttin, auf Deutsch veröffentlicht. Seit den 1990er-Jahren pendelt sie zwischen ihrer Heimat Taiwan und ihren Wohnorten München und Berlin.

## Leben
Jade Y. Chen wurde als Kind einer Taiwanerin und eines chinesischen Soldaten in Taichung geboren. Ihre Familie lebte in ärmlichen Verhältnissen. Als junge Frau wandte sie sich gegen die patriarchalen Strukturen ihrer Heimat und wollte ein eigenes Leben beginnen. Sie verließ mit 21 Jahren Taiwan, um in Paris am Théâtre du Soleil als Assistentin zu arbeiten, unter anderem bei Ariane Mnouchkine. In den Jahren 1984 und 1985 besuchte sie die Schauspielschule von Jaques Lecoq in Paris, 1986–1988 studierte sie an der École des Hautes Études en Sciences Sociales in Paris Geschichte. 1988 schloss sie dieses Studium mit dem Mastergrad ab. 1992–1993 bekam Chen ein Stipendium für die Bayerische Staatsoper in München. Von 1995 bis 1997 setzte sie ihr Studium fort und machte einen Abschluss in Literatur.

## Karriere
Ihre berufliche Karriere begann Jade Y. Chen 1978 als freie Mitarbeiterin bei der Zeitung China Times Weekly. 1979 gab sie diese Stelle auf, um in New York von 1983 bis 1984 Korrespondentin für die China Times zu werden. Die darauf folgenden zehn Jahre verbrachte sie mit dem Verfassen von Theaterstücken, als Regisseurin und als Choreographin für Theater, Opern und Ballette in Paris, New York (am La MaMa Theatre) und Taipeh. Nebenbei war sie ein Jahr als Lehrerin an der Chinesischen Kultur-Universität in Taipeh beschäftigt, verließ Taipeh aber, um in Paris für das Europe Journal als Autorin, Journalistin und Übersetzerin tätig zu werden. 1990 nahm sie ihre Tätigkeit als Lehrerin an der Universität für ein Jahr wieder auf. Für das Performance Art Magazine und verschiedene chinesische Zeitungen verfasste sie seit 1992 einige Kolumnen. Im gleichen Jahr wurde Chen als freie Mitarbeiterin Korrespondentin für Deutschland und Europa der taiwanischen Tageszeitung United Daily News.
Zuletzt erhielt sie für ihren Roman The Sea God Family, der auch für die Bühne adaptiert und 2009 in Taipeh aufgeführt wurde, zahlreiche Preise.

## Werke
Original in chinesischer Sprache
- Men Wanted, (Personals) Roman, 1992
- Walking through the blue city in the deep night, Roman, 1994
- Wish you happiness, Playwright 1995
- reflection Essays about Journalism, 1998
- The phantom of Opera Playwright, 1999
- Who is playing the Harmonica? 2000
- Don’t mention Taiwan, deutsch-taiwanischer Krimiroman, 2000
- Have you ever loved?, Diary of a world journey, 2001
- Dear you Essays, 2001
- Bavarian blue light, German diary, 2002
- What happened to you today?, Selected Short novels, 2003
- The Sea God Family (Matsu and her Bodyguards), Roman, 2004
- 21st century essays, Selected essays, 2006
- Time in Europe Essays, 2006
- Time in Germany, Essays, 2007
- Smiling Cups filmscript, 2007
- München leuchtet, 2008
- Mazus Bodyguards, auf der Bühne in Taipei.

auf Deutsch
- Die Insel der Göttin. Frühling Verlag, München 2008, ISBN 978-3-940233-13-4
- Die Tränen des Porzellans. Dryas, Frankfurt 2014, ISBN 978-3-940855-56-5

## Preise und Auszeichnungen
- 1990 Best theatre play award (Phantom der Oper)
- 1998 Outstanding journalist award der Taiwanischen Presse-Gesellschaft
- 1996–99 Beste Journalistin des Jahres, United Daily News
- 2004 Bester Roman (The Sea God Family)
- 2006 Bester chinesischer Roman (Jury Auswahl) vem Red Chamber Award der Hongkong Universität (The Sea God Family)
- 2007 Gewinner des Taiwanischen Literaturpreises (The Sea God Family)